# Радист
Радистът е специалист по приемане и предаване на безжични съобщения по радиочестотите, чрез апарати, които се наричат радиостанции.

## История
С изобретяването на радиото в края на XIX век започва усилен обмен на радиосъобщения между кореспондентите от различни държави и континенти. Първите радиостанции са масивни апарати, които нямат автоматични настройки. За осъществяване на радиовръзка чрез тях е необходимо ръчно въвеждане на множество настройки и параметри, което от своя страна изисква определена квалификация.
Така в началото на XX век възниква професията „радист“, главно за осъществяване на свръзка по радиото. По-късно, с развитието на средствата за автоматизация, трудът на радистите се облекчава и възникват смесени длъжности – такива са „щурман-радист“ в бомбардировъчната авиация, „стрелец-радист“ в щурмовата авиация и други.
Радистите са 2 вида:
- радиотелеграфисти – работят на амплитудна модулация с аналогов сигнал по морзовата азбука;
- радиотелефонисти – работят на различни модулации и сигнали, като предават съобщенията на глас.

Най-многобройни са радистите във въоръжените сили, след тях на корабите, самолетите и експедициите в отдалечени места – като геолози и други.
С развитието на цифровите и спътниковите далекосъобщения в края на XX век и особено в началото на XXI век се появяват компактни уреди за комуникация с автоматични настройки. Професията „радист“ постепенно изчезва. Там, където са изрично необходими специалисти по безжични комуникации – например във въоръжените сили и в корабоплаването, радистите са заместени от свързочници – специалисти, техници и инженери по съобщенията.

## Радиолюбители
Милиони хора по света изучават морзовата азбука и осъществяват любителски радиовръзки. Те се наричат радиолюбители.